# Therese Renz

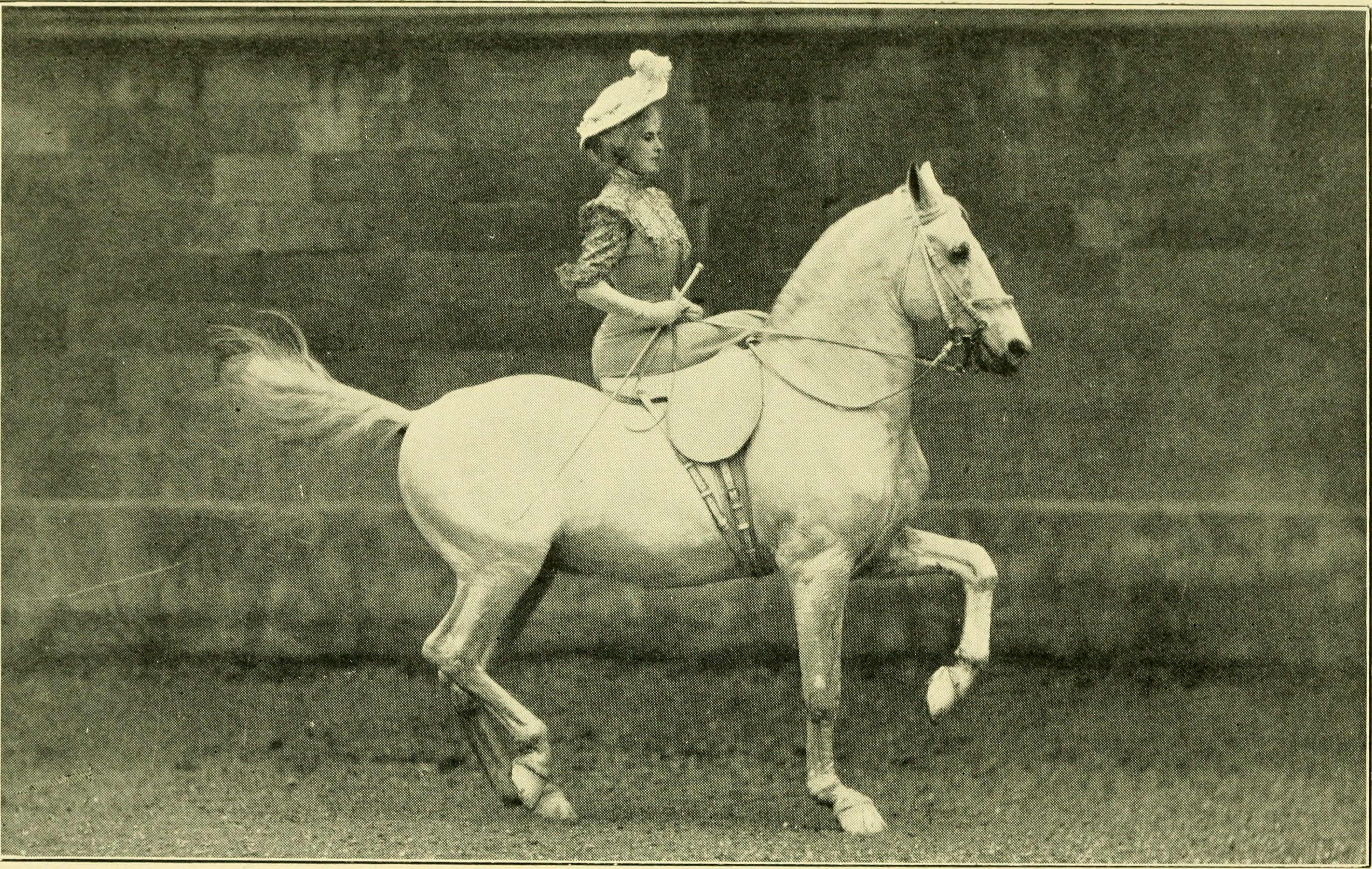
Thérèse Renz in der Piaffe, 1908

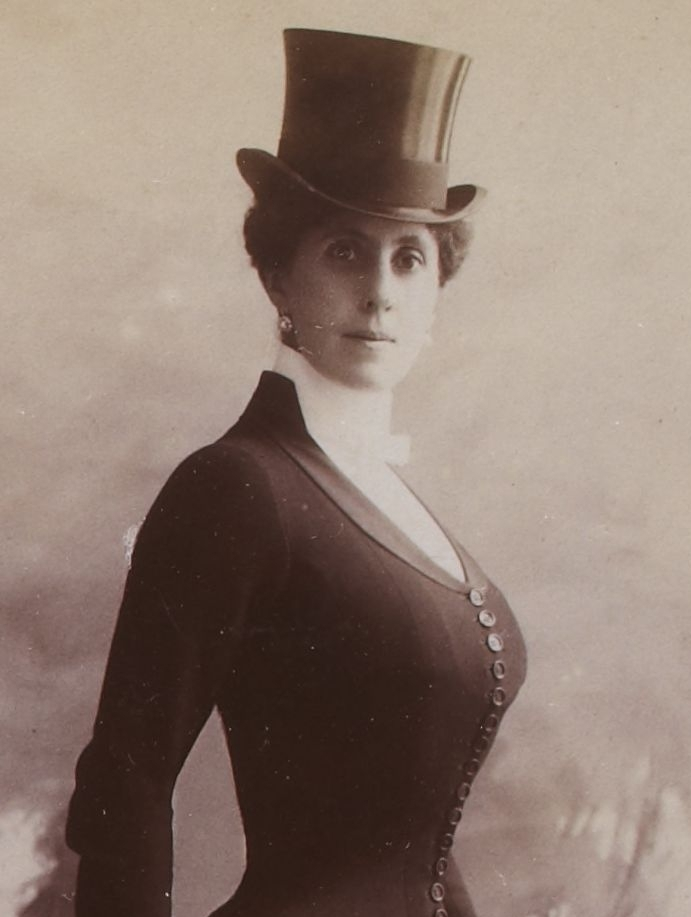
Thérèse Renz

Therese Renz, geb. Stark (* 10. April 1859 in Brüssel; † 29. September 1938 in Berlin), war eine deutsche Kunstreiterin, Dompteuse und Zirkusdirektorin.

## Leben
Therese Stark wurde als Tochter der Kunstreiterin Lina Wunderlich und des Zirkusdirektors Wilhelm Stark geboren  und wuchs im Zirkus auf, bis ihr Vater sie und ihre Mutter verließ. Dann sollte sie von einer Tante mütterlicherseits aufgezogen werden, die in Wandsbek ein Putz- und Modegeschäft betrieb. Dieser Versuch endete, nachdem sie eine Vorstellung des Zirkus Renz besucht und ihre Mutter und die Tante davon überzeugt hatte, dass sie ihr Glück beim Zirkus suchen müsse. Im Alter von knapp 13 Jahren wurde sie an den Zirkus Wulff vermittelt, wo sie eine umfassende artistische Ausbildung erhielt. Ihr Debüt gab sie am 10. April 1873 in Solothurn als Stehendreiterin. Sie wechselte nach einer längeren Tournee durch Deutschland und die Schweiz zum Zirkus Renz, wo sie sich in einen Neffen des Direktors verliebte. Ernst Renz entdeckte das Verhältnis zwischen Therese Stark und seinem Neffen Robert (1843–1897) und entließ die beiden, da er Liebschaften in der Truppe verboten hatte. 
Therese Renz nahm nun ein Engagement am Circus Herzog an, wo Robert Renz schon seit 1879 beschäftigt war. Das junge Paar heiratete am 3. Februar 1883. Es war Robert Renz' zweite Ehe; in erster Ehe hatte er 1870 eine Italienerin namens Laura Partenza geheiratet.
Im Jahr 1893 trat Therese Renz auch wieder im Zirkus Renz auf, der mittlerweile von Franz Renz geleitet wurde, danach tourte die Familie – inzwischen war Sohn Hugo geboren worden – samt Therese Renz' Mutter durch Europa. 1904 reiste Therese Renz in die USA, wo sie vierzehn Monate Lang im New Yorker Hippodrom auftrat. 
Nachdem sie kurz hintereinander ihre Mutter, ihren Mann und ihren Sohn verloren hatte, wollte sie sich zunächst ins Privatleben zurückziehen, gründete dann aber einen eigenen Zirkus, mit dem sie zunächst in Belgien unterwegs war. Therese Renz dressierte ihre Tiere selbst, neben den Pferden, mit denen sie schon immer gearbeitet hatte, jetzt auch Ponys, Doggen und Zebras. Nach dem Ausbruch des Ersten Weltkrieges wurde ihr Zirkus in Belgien aber boykottiert und ging bankrott. Therese Renz blieben nur zwei Asiatische Elefanten, die sie nun zu dressieren begann. Damit hatte sie auch großen Erfolg – ihr Lieblingselefant Dicky erlernte sogar den „Handstand“ auf einem Vorderbein –, konnte aber der materiellen Not dennoch nicht entgehen. Nachdem sie einige Zeit mit den Elefanten durch Deutschlands Straßen gezogen war und um Futter für die Tiere gebettelt hatte, starb einer der Elefanten an Unterernährung. Ehe dieses Schicksal auch Dicky ereilen konnte, verkaufte Therese Renz ihn an den Zirkus Knie. Dicky war der erste Elefant in diesem Zirkus.
1923 gelang der mittlerweile über 60 Jahre alten Therese Renz im Zirkus Busch in Wien ein Comeback als Reiterin auf ihrem Pferd „Last Rose“. Über zehn Jahre lang arbeitete sie nun wieder in der Manege; ihren 75. Geburtstag feierte sie in Berlin in der Scala mit einer Vorführung der Hohen Schule. In ihrer Dankesrede sprach sie die Hoffnung aus, auch ihren 80. Geburtstag noch im Sattel feiern zu können. 
Sie bereiste weiterhin Europa; mit ihr waren wie seit langen Jahren ihre Cousine Lina Wunderlich und ihr Pferdepfleger Otto unterwegs. Um 1937 starb Lina Wunderlich. Therese Renz folgte ihr wenig später. Sie wurde in Berlin auf dem St.-Hedwigs-Friedhof beigesetzt, auf dem sich auch das Grab ihres Gatten befand.